# Castelo de Thirlestane

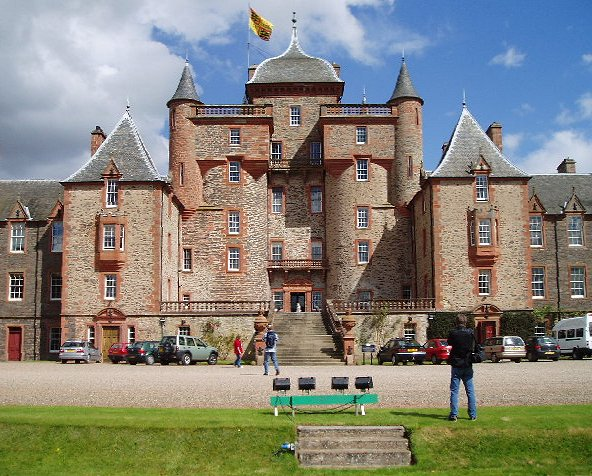
Castelo de Thirlestane, Escócia.

O Castelo de Thirlestane localiza-se na Escócia.

## História
Era originalmente o domínio dos condes e duques da região, e esteve na posse da família Maitland desde 1587, sendo que a sua primeira construção começou dois anos depois.
Os Maitlands vieram da Normandia para a Grã-Bretanha. Eles ganharam poder e influência, como resultado do serviço militar, mas em grande parte devido às suas contribuições para a lei e as artes do século XVI. William Maitland de Lethington foi secretário da Maria I da Escócia, e seu irmão mais novo John Maitland foi nomeado chanceler da Escócia em 1590.
Sir William Bruce foi contratado para transformar o castelo em uma residência satisfatória para a administração dos negócios de Estado. Entre 1670 e 1676 as alterações significativas incluíram a adição das duas torres dianteiras e a escadaria principal, além de modificações internas extensas, como a criação de camarotes pródigos com tetos de gesso magníficos.
Atualmente o castelo destaca-se pelas coleções de pinturas, mobília, porcelana e uma coleção de brinquedos antigos. Está aberto à visitação de Abril até Setembro e a sua principal função, nos dias de hoje, é exatamente a de visitação, como em um museu.
Encontra-se classificado na categoria "A" do "listed building" desde 16 de março de 1971.